# Cabdiwali Sheekh Axmed
Cabdiwali Sheekh Axmed (arab. عبدالولي الشيخ أحمد; ur. w 1959 roku w Baardheere) – somalijski ekonomista, dyplomata i polityk. Premier Somalii od 21 grudnia 2013 roku do 24 grudnia 2014. Absolwent Narodowego Uniwersytetu Somalijskiego, Algonquin College i Uniwersytetu Ottawy.
Abd al-Wali Szajch Ahmad urodził się w 1959 w mieście Baardheere w regionie Gedo na południu Somalii. Posiada wykształcenie ekonomiczne, studiował na uniwersytecie w Mogadiszu, Ottawie, gdzie zamieszkał po wybuchu wojny domowej w Somalii nabywając kanadyjskie obywatelstwo. Posiada również kilka amerykańskich dyplomów zawodowych. Pracował w bankach oraz licznych organizacjach międzynarodowych rządowych i pozarządowych. Jest poliglotą, zna bowiem somalijski, arabski, włoski, francuski i angielski.
Po uchwaleniu wotum nieufności wobec gabinetu Abdi Farah Shirdon Saaida, został nominowany i następnie zaprzysiężony 21 grudnia 2013 na nowego premiera Somalii. 17 stycznia 2014 premier przedstawił skład gabinetu, zaaprobowany przez parlament 21 stycznia 2014.
Jest żonaty i ma jedno dziecko.